# پرسون ۹۲۷۵
سیارک ۹۲۷۵ (به انگلیسی: 9275 Persson، نامگذاری:1980FS3) نه هزار و دویست و هفتاد و پنجمین سیارک کشف شده‌است که در ۱۶ مارس ۱۹۸۰ کشف شد.
قدر مطلق سیارک برابر ۱۳٫۶۰ است.